# Filira
Filira (in greco antico: Φιλύρα?, Filýrā) o Fillira è un personaggio della mitologia greca, figlia di Oceano e Teti.

## Genealogia
Da un'unione con Crono divenne madre del centauro Chirone e di un secondo figlio che chiamarono Dolope.

## Mitologia
Esistono diverse versioni del concepimento da parte di Filira del figlio Chirone, tutte volte a spiegare la doppia natura del bambino. La più comune sostiene che Filira, per sfuggire al dio Crono, che la voleva per sé, si fosse tramutata in giumenta, ma che il dio, tramutatasi a sua volta in cavallo, anche per non attirare l'attenzione di sua moglie Rea, l'abbia violentata.
Nelle Argonautiche di Apollonio Rodio si racconta invece che Crono si unì a Filira ingannando Rea, ma che la dea li sorprese insieme nel letto. Crono allora, balzò via e fuggì, mutandosi in cavallo e lei, lasciando il paese per la vergogna andò sui monti Pelasgi, dove partorì Chirone "metà uomo e metà cavallo". 

La stessa versione è ripresa da Virgilio, il quale racconta anche che Filira, assieme a Cariclo, la moglie di Chirone, allevò per un periodo Achille. 

Igino invece racconta che dopo la violenza Filira, per la vergogna, chiese a Zeus di essere mutata in un'altra specie ed il dio la trasformò in tiglio.